# Vocal trance
Vocal trance este un subgen al muzicii trance axat pe vocal și melodie. Subgenul a apărut la începutul anilor 1990, când trance-ul era în dezvoltare.